# Liste der denkmalgeschützten Objekte in Deutsch Kaltenbrunn
Die Liste der denkmalgeschützten Objekte in Deutsch Kaltenbrunn enthält die denkmalgeschützten, unbeweglichen Objekte der Gemeinde Deutsch Kaltenbrunn im Burgenland (Bezirk Jennersdorf).

## Denkmäler
| Foto |                 | Denkmal                                                                                  | Standort                                             | Beschreibung | Metadaten |
| ---- | --------------- | ---------------------------------------------------------------------------------------- | ---------------------------------------------------- | --- | --- |
| ja   | Datei hochladen | Kath. Pfarrkirche hl. Nikolaus HERIS-ID: 15202 Objekt-ID: 11442seit 15. Oktober 2002     | Standort KG: Deutsch Kaltenbrunn                     | Das Kirchengebäude wurde um 1900 im neoromanischen Stil erbaut, möglicherweise unter Einbeziehung von älteren Bauteilen (es ist die Weihe einer Kirche 1531 überliefert und die Pfarre bestand schon im Mittelalter). Es ist eine einfache flachgedeckte Saalkirche mit westlichem Fassadenturm. | BDA-Hist.: Q1790199 Status: § 2a Stand der BDA-Liste: 2025-06-30 Name: Kath. Pfarrkirche hl. Nikolaus GstNr.: 210 Katholische Pfarrkirche Deutsch Kaltenbrunn       |
| ja   | Datei hochladen | Evang. Pfarrkirche A.B. HERIS-ID: 15204 Objekt-ID: 11444seit 15. Oktober 2002            | Kirchenallee 1, bei Standort KG: Deutsch Kaltenbrunn | Der historistische Bau stammt von 1861. Es ist eine einschiffige Saalkirche mit schlankem, der Westfassade aufgesetztem Turm. Im Inneren ist sie mit Jugendstilornamenten und einem Kanzelaltar aus dem Jahr 1917 ausgestattet.                                                                  | BDA-Hist.: Q1381080 Status: § 2a Stand der BDA-Liste: 2025-06-30 Name: Evang. Pfarrkirche A.B. GstNr.: 137 Evangelische Pfarrkirche Deutsch Kaltenbrunn             |
| ja   | Datei hochladen | Kath. Filialkirche hl. Franz Xaver HERIS-ID: 15207 Objekt-ID: 11447seit 15. Oktober 2002 | Standort KG: Rohrbrunn                               | Die Kirche wurde 1896 erbaut. Sie ist ein nachklassizistischer, einschiffiger Saalbau mit vorgestelltem Westturm mit Spitzhelm. | BDA-Hist.: Q37772159 Status: § 2a Stand der BDA-Liste: 2025-06-30 Name: Kath. Filialkirche hl. Franz Xaver GstNr.: 1 Kath. Filialkirche hl. Franz Xaver (Rohrbrunn) |